# Мадригаль, Марко
Марко Антонио Мадригаль Вильялобос (исп. Marco Antonio Madrigal Villalobos; род. 3 декабря 1985, Сан-Хосе, Коста-Рика) — коста-риканский футболист, голкипер.

## Клубная карьера
В футболе на серьезный уровень попал в довольно серьезном возрасте — в 25 лет. Несмотря на это ему удалось пробиться в элиту местного футбола и хорошо показать себя там. Наивысшего достижения он добился в «Сан-Карлосе», в составе которого в 2019 году он неожиданно победил в Клаусуре.

## Сборная
В декабре 2015 года Марко Мадригаль был впервые вызван в сборную Коста-Рики на товарищеские матчи против Никарагуа и Венесуэлы. Тогдашний наставник «тикос» Оскар Рамирес доверил ему место в воротах в двух играх. С тех пор Мадригаль стал периодически вызываться в национальную команду. Летом 2019 года он входил в её заявку на Золотом кубке КОНКАКАФ.

## Достижения
- Чемпион Коста-Рики (1): 2019 (Клаусура)